# インディアナ州の都市圏の一覧

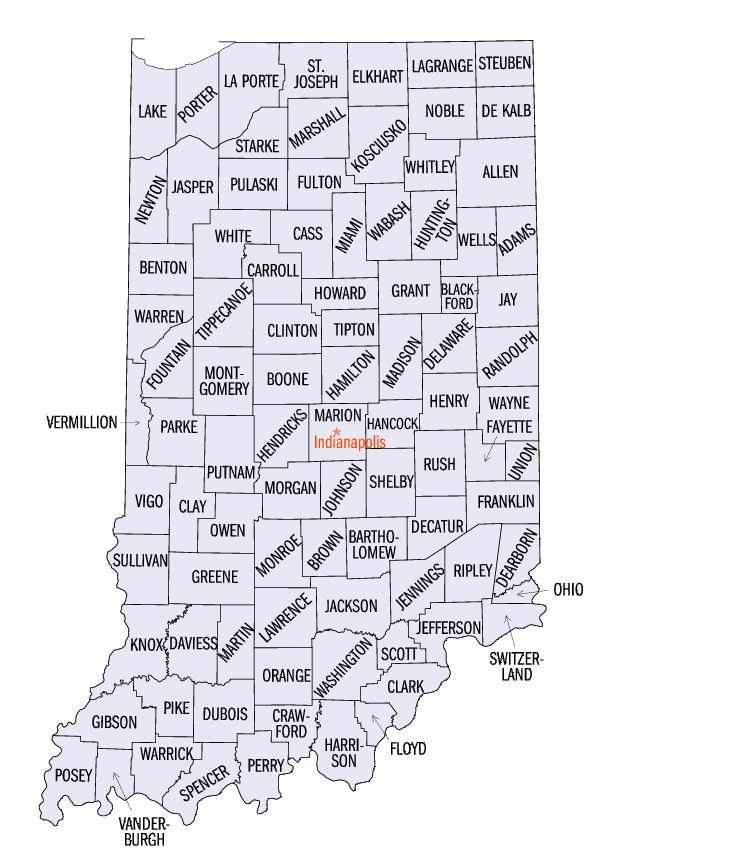
インディアナ州の92郡を示す地図

本項目はインディアナ州の都市圏一覧（インディアナしゅうのとしけんのいちらん）である。
アメリカ合衆国国勢調査局は、インディアナ州に合同統計地域（CSA/広域都市圏）10ヶ所、大都市統計地域（MSA/都市圏）15ヶ所、および小都市統計地域（μSA/小都市圏）25ヶ所を定義している。下表には、左列より以下の情報を示す。
- 合同統計地域（定義されている場合）の名称
- 合同統計地域の人口
- コアベース統計地域（大都市統計地域および小都市統計地域）の名称
- コアベース統計地域の人口
- 各統計地域に含まれる郡の名称
- 各統計地域に含まれる郡の人口

なお、下表においては、インディアナ州と他州にまたがる合同統計地域およびコアベース統計地域については、名称と統計地域の総人口を青緑色で、インディアナ州内の人口を黒色でそれぞれ示す。また、他州のコアベース統計地域および郡については、その名称と人口を緑色でそれぞれ示す。
下表における人口の数値はすべて2020年に行われた国勢調査時のものである。また、合同統計地域、コアベース統計地域（大都市統計地域・小都市統計地域）のいずれも、2023年7月21日時点での定義に従う。
| 合同統計地域                                                       | 人口              | コアベース統計地域                                 | 人口              | 郡                             | 人口      |
| ------------------------------------------------------------------ | ----------------- | -------------------------------------------------- | ----------------- | ------------------------------ | --------- |
| インディアナポリス・カーメル・マンシー広域都市圏                   | 2,599,880         | インディアナポリス・カーメル・グリーンウッド都市圏 | 2,089,673         | マリオン郡                     | 977,203   |
| インディアナポリス・カーメル・マンシー広域都市圏                   | 2,599,880         | インディアナポリス・カーメル・グリーンウッド都市圏 | 2,089,673         | ハミルトン郡                   | 347,467   |
| インディアナポリス・カーメル・マンシー広域都市圏                   | 2,599,880         | インディアナポリス・カーメル・グリーンウッド都市圏 | 2,089,673         | ヘンドリックス郡               | 174,788   |
| インディアナポリス・カーメル・マンシー広域都市圏                   | 2,599,880         | インディアナポリス・カーメル・グリーンウッド都市圏 | 2,089,673         | ジョンソン郡                   | 161,765   |
| インディアナポリス・カーメル・マンシー広域都市圏                   | 2,599,880         | インディアナポリス・カーメル・グリーンウッド都市圏 | 2,089,673         | マディソン郡                   | 130,129   |
| インディアナポリス・カーメル・マンシー広域都市圏                   | 2,599,880         | インディアナポリス・カーメル・グリーンウッド都市圏 | 2,089,673         | ハンコック郡                   | 79,840    |
| インディアナポリス・カーメル・マンシー広域都市圏                   | 2,599,880         | インディアナポリス・カーメル・グリーンウッド都市圏 | 2,089,673         | モーガン郡                     | 71,780    |
| インディアナポリス・カーメル・マンシー広域都市圏                   | 2,599,880         | インディアナポリス・カーメル・グリーンウッド都市圏 | 2,089,673         | ブーン郡                       | 70,812    |
| インディアナポリス・カーメル・マンシー広域都市圏                   | 2,599,880         | インディアナポリス・カーメル・グリーンウッド都市圏 | 2,089,673         | シェルビー郡                   | 45,055    |
| インディアナポリス・カーメル・マンシー広域都市圏                   | 2,599,880         | インディアナポリス・カーメル・グリーンウッド都市圏 | 2,089,673         | ブラウン郡                     | 15,475    |
| インディアナポリス・カーメル・マンシー広域都市圏                   | 2,599,880         | インディアナポリス・カーメル・グリーンウッド都市圏 | 2,089,673         | ティプトン郡                   | 15,359    |
| インディアナポリス・カーメル・マンシー広域都市圏                   | 2,599,880         | マンシー都市圏                                     | 111,903           | デラウェア郡                   | 111,903   |
| インディアナポリス・カーメル・マンシー広域都市圏                   | 2,599,880         | ココモ都市圏                                       | 83,658            | ハワード郡                     | 83,658    |
| インディアナポリス・カーメル・マンシー広域都市圏                   | 2,599,880         | コロンバス都市圏                                   | 82,208            | バーソロミュー郡               | 82,208    |
| インディアナポリス・カーメル・マンシー広域都市圏                   | 2,599,880         | ニューキャッスル小都市圏                           | 48,914            | ヘンリー郡                     | 48,914    |
| インディアナポリス・カーメル・マンシー広域都市圏                   | 2,599,880         | シーモア小都市圏                                   | 46,428            | ジャクソン郡                   | 46,428    |
| インディアナポリス・カーメル・マンシー広域都市圏                   | 2,599,880         | クロフォーズビル小都市圏                           | 37,936            | モントゴメリー郡               | 37,936    |
| インディアナポリス・カーメル・マンシー広域都市圏                   | 2,599,880         | グリーンキャッスル小都市圏                         | 36,726            | パットナム郡                   | 36,726    |
| インディアナポリス・カーメル・マンシー広域都市圏                   | 2,599,880         | ペルー小都市圏                                     | 35,962            | マイアミ郡                     | 35,962    |
| インディアナポリス・カーメル・マンシー広域都市圏                   | 2,599,880         | グリーンズバーグ小都市圏                           | 26,472            | ディケーター郡                 | 26,472    |
| シカゴ・ネイパービル広域都市圏                                     | 9,986,960 831,080 | シカゴ・ネイパービル・エルジン都市圏               | 9,449,351 718,663 | イリノイ州クック郡             | 5,275,541 |
| シカゴ・ネイパービル広域都市圏                                     | 9,986,960 831,080 | シカゴ・ネイパービル・エルジン都市圏               | 9,449,351 718,663 | イリノイ州デュページ郡         | 932,877   |
| シカゴ・ネイパービル広域都市圏                                     | 9,986,960 831,080 | シカゴ・ネイパービル・エルジン都市圏               | 9,449,351 718,663 | イリノイ州レイク郡             | 714,342   |
| シカゴ・ネイパービル広域都市圏                                     | 9,986,960 831,080 | シカゴ・ネイパービル・エルジン都市圏               | 9,449,351 718,663 | イリノイ州ウィル郡             | 696,355   |
| シカゴ・ネイパービル広域都市圏                                     | 9,986,960 831,080 | シカゴ・ネイパービル・エルジン都市圏               | 9,449,351 718,663 | イリノイ州ケーン郡             | 516,522   |
| シカゴ・ネイパービル広域都市圏                                     | 9,986,960 831,080 | シカゴ・ネイパービル・エルジン都市圏               | 9,449,351 718,663 | レイク郡                       | 498,700   |
| シカゴ・ネイパービル広域都市圏                                     | 9,986,960 831,080 | シカゴ・ネイパービル・エルジン都市圏               | 9,449,351 718,663 | イリノイ州マクヘンリー郡       | 310,229   |
| シカゴ・ネイパービル広域都市圏                                     | 9,986,960 831,080 | シカゴ・ネイパービル・エルジン都市圏               | 9,449,351 718,663 | ポーター郡                     | 173,215   |
| シカゴ・ネイパービル広域都市圏                                     | 9,986,960 831,080 | シカゴ・ネイパービル・エルジン都市圏               | 9,449,351 718,663 | イリノイ州ケンドール郡         | 131,869   |
| シカゴ・ネイパービル広域都市圏                                     | 9,986,960 831,080 | シカゴ・ネイパービル・エルジン都市圏               | 9,449,351 718,663 | イリノイ州ディカーブ郡         | 100,420   |
| シカゴ・ネイパービル広域都市圏                                     | 9,986,960 831,080 | シカゴ・ネイパービル・エルジン都市圏               | 9,449,351 718,663 | イリノイ州グランディ郡         | 52,533    |
| シカゴ・ネイパービル広域都市圏                                     | 9,986,960 831,080 | シカゴ・ネイパービル・エルジン都市圏               | 9,449,351 718,663 | ジャスパー郡                   | 32,918    |
| シカゴ・ネイパービル広域都市圏                                     | 9,986,960 831,080 | シカゴ・ネイパービル・エルジン都市圏               | 9,449,351 718,663 | ニュートン郡                   | 13,830    |
| シカゴ・ネイパービル広域都市圏                                     | 9,986,960 831,080 | ケノーシャ都市圏                                   | 169,151           | ウィスコンシン州ケノーシャ郡   | 169,151   |
| シカゴ・ネイパービル広域都市圏                                     | 9,986,960 831,080 | オタワ小都市圏                                     | 148,539           | イリノイ州ラサール郡           | 109,658   |
| シカゴ・ネイパービル広域都市圏                                     | 9,986,960 831,080 | オタワ小都市圏                                     | 148,539           | イリノイ州ビュロー郡           | 33,244    |
| シカゴ・ネイパービル広域都市圏                                     | 9,986,960 831,080 | オタワ小都市圏                                     | 148,539           | イリノイ州パットナム郡         | 5,637     |
| シカゴ・ネイパービル広域都市圏                                     | 9,986,960 831,080 | ミシガンシティ・ラポート都市圏                     | 112,417           | ラポート郡                     | 112,417   |
| シカゴ・ネイパービル広域都市圏                                     | 9,986,960 831,080 | カンカキー都市圏                                   | 107,502           | イリノイ州カンカキー郡         | 107,502   |
| フォートウェイン・ハンティントン・オーバーン広域都市圏             | 645,409           | フォートウェイン都市圏                             | 447,781           | アレン郡                       | 385,410   |
| フォートウェイン・ハンティントン・オーバーン広域都市圏             | 645,409           | フォートウェイン都市圏                             | 447,781           | ウィットリー郡                 | 34,191    |
| フォートウェイン・ハンティントン・オーバーン広域都市圏             | 645,409           | フォートウェイン都市圏                             | 447,781           | ウェルズ郡                     | 28,180    |
| フォートウェイン・ハンティントン・オーバーン広域都市圏             | 645,409           | ケンドールビル小都市圏                             | 47,457            | ノーブル郡                     | 47,457    |
| フォートウェイン・ハンティントン・オーバーン広域都市圏             | 645,409           | オーバーン小都市圏                                 | 43,265            | デカルブ郡                     | 43,265    |
| フォートウェイン・ハンティントン・オーバーン広域都市圏             | 645,409           | ハンティントン小都市圏                             | 36,662            | ハンティントン郡               | 36,662    |
| フォートウェイン・ハンティントン・オーバーン広域都市圏             | 645,409           | ディケーター小都市圏                               | 35,809            | アダムズ郡                     | 35,809    |
| フォートウェイン・ハンティントン・オーバーン広域都市圏             | 645,409           | アンゴラ小都市圏                                   | 34,435            | スチューベン郡                 | 34,435    |
| サウスベンド・エルクハート・ミシャワカ広域都市圏                   | 812,199 606,294   | サウスベンド・ミシャワカ都市圏                     | 324,501 272,912   | セントジョセフ郡               | 272,912   |
| サウスベンド・エルクハート・ミシャワカ広域都市圏                   | 812,199 606,294   | サウスベンド・ミシャワカ都市圏                     | 324,501 272,912   | ミシガン州カス郡               | 51,589    |
| サウスベンド・エルクハート・ミシャワカ広域都市圏                   | 812,199 606,294   | エルクハート・ゴーシェン都市圏                     | 207,047           | エルクハート郡                 | 207,047   |
| サウスベンド・エルクハート・ミシャワカ広域都市圏                   | 812,199 606,294   | ナイルズ都市圏                                     | 154,316           | ミシガン州ベリーン郡           | 154,316   |
| サウスベンド・エルクハート・ミシャワカ広域都市圏                   | 812,199 606,294   | ウォーソー小都市圏                                 | 80,240            | カズヤスコ郡                   | 80,240    |
| サウスベンド・エルクハート・ミシャワカ広域都市圏                   | 812,199 606,294   | プリマス小都市圏                                   | 46,095            | マーシャル郡                   | 46,095    |
| ラファイエット・ウェストラファイエット・フランクフォート広域都市圏 | 281,594           | ラファイエット・ウェストラファイエット都市圏       | 223,716           | ティピカヌー郡                 | 186,251   |
| ラファイエット・ウェストラファイエット・フランクフォート広域都市圏 | 281,594           | ラファイエット・ウェストラファイエット都市圏       | 223,716           | キャロル郡                     | 20,306    |
| ラファイエット・ウェストラファイエット・フランクフォート広域都市圏 | 281,594           | ラファイエット・ウェストラファイエット都市圏       | 223,716           | ベントン郡                     | 8,719     |
| ラファイエット・ウェストラファイエット・フランクフォート広域都市圏 | 281,594           | ラファイエット・ウェストラファイエット都市圏       | 223,716           | ウォーレン郡                   | 8,440     |
| ラファイエット・ウェストラファイエット・フランクフォート広域都市圏 | 281,594           | フランクフォート小都市圏                           | 33,190            | クリントン郡                   | 33,190    |
| ラファイエット・ウェストラファイエット・フランクフォート広域都市圏 | 281,594           | モンティチェロ小都市圏                             | 24,688            | ホワイト郡                     | 24,688    |
| ルイビル・ジェファーソン郡・エリザベスタウン広域都市圏             | 1,487,749 269,413 | ルイビル・ジェファーソン郡都市圏                   | 1,362,180 269,413 | ケンタッキー州ジェファーソン郡 | 782,969   |
| ルイビル・ジェファーソン郡・エリザベスタウン広域都市圏             | 1,487,749 269,413 | ルイビル・ジェファーソン郡都市圏                   | 1,362,180 269,413 | クラーク郡                     | 121,093   |
| ルイビル・ジェファーソン郡・エリザベスタウン広域都市圏             | 1,487,749 269,413 | ルイビル・ジェファーソン郡都市圏                   | 1,362,180 269,413 | ケンタッキー州ブリット郡       | 82,217    |
| ルイビル・ジェファーソン郡・エリザベスタウン広域都市圏             | 1,487,749 269,413 | ルイビル・ジェファーソン郡都市圏                   | 1,362,180 269,413 | フロイド郡                     | 80,484    |
| ルイビル・ジェファーソン郡・エリザベスタウン広域都市圏             | 1,487,749 269,413 | ルイビル・ジェファーソン郡都市圏                   | 1,362,180 269,413 | ケンタッキー州オールダム郡     | 67,607    |
| ルイビル・ジェファーソン郡・エリザベスタウン広域都市圏             | 1,487,749 269,413 | ルイビル・ジェファーソン郡都市圏                   | 1,362,180 269,413 | ケンタッキー州シェルビー郡     | 48,065    |
| ルイビル・ジェファーソン郡・エリザベスタウン広域都市圏             | 1,487,749 269,413 | ルイビル・ジェファーソン郡都市圏                   | 1,362,180 269,413 | ケンタッキー州ネルソン郡       | 46,738    |
| ルイビル・ジェファーソン郡・エリザベスタウン広域都市圏             | 1,487,749 269,413 | ルイビル・ジェファーソン郡都市圏                   | 1,362,180 269,413 | ハリソン郡                     | 39,654    |
| ルイビル・ジェファーソン郡・エリザベスタウン広域都市圏             | 1,487,749 269,413 | ルイビル・ジェファーソン郡都市圏                   | 1,362,180 269,413 | ケンタッキー州ミード郡         | 30,003    |
| ルイビル・ジェファーソン郡・エリザベスタウン広域都市圏             | 1,487,749 269,413 | ルイビル・ジェファーソン郡都市圏                   | 1,362,180 269,413 | ワシントン郡                   | 28,182    |
| ルイビル・ジェファーソン郡・エリザベスタウン広域都市圏             | 1,487,749 269,413 | ルイビル・ジェファーソン郡都市圏                   | 1,362,180 269,413 | ケンタッキー州スペンサー郡     | 19,490    |
| ルイビル・ジェファーソン郡・エリザベスタウン広域都市圏             | 1,487,749 269,413 | ルイビル・ジェファーソン郡都市圏                   | 1,362,180 269,413 | ケンタッキー州ヘンリー郡       | 15,678    |
| ルイビル・ジェファーソン郡・エリザベスタウン広域都市圏             | 1,487,749 269,413 | エリザベスタウン都市圏                             | 125,569           | ケンタッキー州ハーディン郡     | 110,702   |
| ルイビル・ジェファーソン郡・エリザベスタウン広域都市圏             | 1,487,749 269,413 | エリザベスタウン都市圏                             | 125,569           | ケンタッキー州ラルー郡         | 14,867    |
| エバンズビル・ヘンダーソン広域都市圏                               | 327,066 269,256   | エバンズビル都市圏                                 | 269,256           | バンダーバーグ郡               | 180,136   |
| エバンズビル・ヘンダーソン広域都市圏                               | 327,066 269,256   | エバンズビル都市圏                                 | 269,256           | ウォリック郡                   | 63,898    |
| エバンズビル・ヘンダーソン広域都市圏                               | 327,066 269,256   | エバンズビル都市圏                                 | 269,256           | ポージー郡                     | 25,222    |
| エバンズビル・ヘンダーソン広域都市圏                               | 327,066 269,256   | ヘンダーソン小都市圏                               | 57,810            | ケンタッキー州ヘンダーソン郡   | 44,793    |
| エバンズビル・ヘンダーソン広域都市圏                               | 327,066 269,256   | ヘンダーソン小都市圏                               | 57,810            | ケンタッキー州ウェブスター郡   | 13,017    |
| ブルーミントン・ベッドフォード広域都市圏                           | 206,050           | ブルーミントン都市圏                               | 161,039           | モンロー郡                     | 139,718   |
| ブルーミントン・ベッドフォード広域都市圏                           | 206,050           | ブルーミントン都市圏                               | 161,039           | オーウェン郡                   | 21,321    |
| ブルーミントン・ベッドフォード広域都市圏                           | 206,050           | ベッドフォード小都市圏                             | 45,011            | ローレンス郡                   | 45,011    |
|                                                                    |                   | テレホート都市圏                                   | 168,875           | ビーゴ郡                       | 106,153   |
| クレイ郡                                                           | 26,466            | テレホート都市圏                                   | 168,875           |                                |           |
| サリバン郡                                                         | 20,817            | テレホート都市圏                                   | 168,875           |                                |           |
| バーミリオン郡                                                     | 15,439            | テレホート都市圏                                   | 168,875           |                                |           |
| リッチモンド・コナーズビル広域都市圏                               | 89,951            | リッチモンド小都市圏                               | 66,553            | ウェイン郡                     | 66,553    |
| リッチモンド・コナーズビル広域都市圏                               | 89,951            | コナーズビル小都市圏                               | 23,398            | ファイエット郡                 | 23,398    |
| シンシナティ・ウィルミントン広域都市圏                             | 2,291,815 79,404  | シンシナティ都市圏                                 | 2,249,797 79,404  | オハイオ州ハミルトン郡         | 830,639   |
| シンシナティ・ウィルミントン広域都市圏                             | 2,291,815 79,404  | シンシナティ都市圏                                 | 2,249,797 79,404  | オハイオ州バトラー郡           | 390,357   |
| シンシナティ・ウィルミントン広域都市圏                             | 2,291,815 79,404  | シンシナティ都市圏                                 | 2,249,797 79,404  | オハイオ州ウォーレン郡         | 242,337   |
| シンシナティ・ウィルミントン広域都市圏                             | 2,291,815 79,404  | シンシナティ都市圏                                 | 2,249,797 79,404  | オハイオ州クラーモント郡       | 208,601   |
| シンシナティ・ウィルミントン広域都市圏                             | 2,291,815 79,404  | シンシナティ都市圏                                 | 2,249,797 79,404  | ケンタッキー州ケントン郡       | 169,064   |
| シンシナティ・ウィルミントン広域都市圏                             | 2,291,815 79,404  | シンシナティ都市圏                                 | 2,249,797 79,404  | ケンタッキー州ブーン郡         | 135,968   |
| シンシナティ・ウィルミントン広域都市圏                             | 2,291,815 79,404  | シンシナティ都市圏                                 | 2,249,797 79,404  | ケンタッキー州キャンベル郡     | 93,076    |
| シンシナティ・ウィルミントン広域都市圏                             | 2,291,815 79,404  | シンシナティ都市圏                                 | 2,249,797 79,404  | ディアボーン郡                 | 50,679    |
| シンシナティ・ウィルミントン広域都市圏                             | 2,291,815 79,404  | シンシナティ都市圏                                 | 2,249,797 79,404  | オハイオ州ブラウン郡           | 43,676    |
| シンシナティ・ウィルミントン広域都市圏                             | 2,291,815 79,404  | シンシナティ都市圏                                 | 2,249,797 79,404  | ケンタッキー州グラント郡       | 24,941    |
| シンシナティ・ウィルミントン広域都市圏                             | 2,291,815 79,404  | シンシナティ都市圏                                 | 2,249,797 79,404  | フランクリン郡                 | 22,785    |
| シンシナティ・ウィルミントン広域都市圏                             | 2,291,815 79,404  | シンシナティ都市圏                                 | 2,249,797 79,404  | ケンタッキー州ペンドルトン郡   | 14,644    |
| シンシナティ・ウィルミントン広域都市圏                             | 2,291,815 79,404  | シンシナティ都市圏                                 | 2,249,797 79,404  | ケンタッキー州ギャラティン郡   | 8,690     |
| シンシナティ・ウィルミントン広域都市圏                             | 2,291,815 79,404  | シンシナティ都市圏                                 | 2,249,797 79,404  | ケンタッキー州ブラッケン郡     | 8,400     |
| シンシナティ・ウィルミントン広域都市圏                             | 2,291,815 79,404  | シンシナティ都市圏                                 | 2,249,797 79,404  | オハイオ郡                     | 5,940     |
| シンシナティ・ウィルミントン広域都市圏                             | 2,291,815 79,404  | ウィルミントン小都市圏                             | 42,018            | オハイオ州クリントン郡         | 42,018    |
|                                                                    |                   | マリオン小都市圏                                   | 66,674            | グラント郡                     | 66,674    |
|                                                                    |                   | ジャスパー小都市圏                                 | 43,637            | デュボイス郡                   | 43,637    |
|                                                                    |                   | ローガンズポート小都市圏                           | 37,870            | カス郡                         | 37,870    |
|                                                                    |                   | ビンセンズ小都市圏                                 | 36,282            | ノックス郡                     | 36,282    |
|                                                                    |                   | ワシントン小都市圏                                 | 33,381            | デイビーズ郡                   | 33,381    |
|                                                                    |                   | マディソン小都市圏                                 | 33,147            | ジェファーソン郡               | 33,147    |
|                                                                    |                   | ウォバッシュ小都市圏                               | 30,976            | ウォバッシュ郡                 | 30,976    |
| （定義無し）                                                       | （定義無し）      | （定義無し）                                       | （定義無し）      | ラグレンジ郡                   | 40,446    |
| （定義無し）                                                       | （定義無し）      | （定義無し）                                       | （定義無し）      | ギブソン郡                     | 33,011    |
| （定義無し）                                                       | （定義無し）      | （定義無し）                                       | （定義無し）      | グリーン郡                     | 30,803    |
| （定義無し）                                                       | （定義無し）      | （定義無し）                                       | （定義無し）      | リプリー郡                     | 28,995    |
| （定義無し）                                                       | （定義無し）      | （定義無し）                                       | （定義無し）      | ジェニングス郡                 | 27,613    |
| （定義無し）                                                       | （定義無し）      | （定義無し）                                       | （定義無し）      | ランドルフ郡                   | 24,502    |
| （定義無し）                                                       | （定義無し）      | （定義無し）                                       | （定義無し）      | スコット郡                     | 24,384    |
| （定義無し）                                                       | （定義無し）      | （定義無し）                                       | （定義無し）      | スターク郡                     | 23,371    |
| （定義無し）                                                       | （定義無し）      | （定義無し）                                       | （定義無し）      | フルトン郡                     | 20,480    |
| （定義無し）                                                       | （定義無し）      | （定義無し）                                       | （定義無し）      | ジェイ郡                       | 20,478    |
| （定義無し）                                                       | （定義無し）      | （定義無し）                                       | （定義無し）      | オレンジ郡                     | 19,867    |
| （定義無し）                                                       | （定義無し）      | （定義無し）                                       | （定義無し）      | スペンサー郡                   | 19,810    |
| （定義無し）                                                       | （定義無し）      | （定義無し）                                       | （定義無し）      | ペリー郡                       | 19,170    |
| （定義無し）                                                       | （定義無し）      | （定義無し）                                       | （定義無し）      | ラッシュ郡                     | 16,752    |
| （定義無し）                                                       | （定義無し）      | （定義無し）                                       | （定義無し）      | ファウンテン郡                 | 16,479    |
| （定義無し）                                                       | （定義無し）      | （定義無し）                                       | （定義無し）      | パーク郡                       | 16,156    |
| （定義無し）                                                       | （定義無し）      | （定義無し）                                       | （定義無し）      | プラスキ郡                     | 12,514    |
| （定義無し）                                                       | （定義無し）      | （定義無し）                                       | （定義無し）      | パイク郡                       | 12,250    |
| （定義無し）                                                       | （定義無し）      | （定義無し）                                       | （定義無し）      | ブラックフォード郡             | 12,112    |
| （定義無し）                                                       | （定義無し）      | （定義無し）                                       | （定義無し）      | クロフォード郡                 | 10,526    |
| （定義無し）                                                       | （定義無し）      | （定義無し）                                       | （定義無し）      | マーティン郡                   | 9,812     |
| （定義無し）                                                       | （定義無し）      | （定義無し）                                       | （定義無し）      | スウィッツァランド郡           | 9,737     |
| （定義無し）                                                       | （定義無し）      | （定義無し）                                       | （定義無し）      | ユニオン郡                     | 7,087     |

## 註
1. ↑  QuickFacts. U.S. Census Bureau. 2020年.
2. ↑  OMB Bulletin No. 23-01, Revised Delineations of Metropolitan Statistical Areas, Micropolitan Statistical Areas, and Combined Statistical Areas, and Guidance on Uses of the Delineations of These Areas. Office of Management and Budget. 2023年7月21日.